# أ. إس. كينغ
أ. إس. كينغ (بالإنجليزية: A. S. King)‏ (10 مارس 1970، ريدينغ في الولايات المتحدة)؛ كاتِبة مُتخصِّصة في أدب الأطفال وروائية أمريكية.